# Amparo Cano García
Amparo Cano García (Cieza, Región de Murcia, 1952) es una bióloga, investigadora y catedrática universitaria española.

## Biografía
Tras licenciarse en Ciencias Biológicas por la Universidad de Valencia con Premio Extraordinario, se doctoró en la Universidad Autónoma de Madrid. Completó su formación académica en la Universidad de Míchigan y en el Instituto de Tecnología de Massachusetts. De regreso a España, se incorporó al Instituto de Investigaciones Biomédicas Alberto Solís.  Tres años después regresó a las aulas de la Universidad Autónoma de Madrid, como profesora del departamento de Bioquímica de la Facultad de Medicina. Allí obtuvo la cátedra en el año 2000.
Sus investigaciones se han centrado en el campo de la oncología molecular, especialmente en los procesos de progresión tumoral y metástasis, que han permitido descubrir nuevas vías de investigación en los procesos celulares que controlan la evolución de los tumores.Cano ha investigado el estudio de las cadherinas, en la evolución de diversos tumores, fundamentalmente de mama y piel, llegando a establecer un marcador de progresión de los diferentes carcinomas. Ha sido pionera en el estudio de la transición epitelio-mesénquina, uno de los campos de investigación más prometedores en el ámbito oncológico.

## Premios y distinciones
Entre otros, recibió las siguientes distinciones:
- Asociación Española de Investigación sobre el Cáncer (2020)[4]
- Premio de Investigación Oncológica Ramiro Carregal (2018)[5]
- Premio Lilly de Investigación Biomédica, en la categoría de Investigación Preclínica (2014)[6]